# Belkis Valdman
Belkis Valdman (Turquia, 5 de maio de 1942 — Rio de Janeiro, 1 de agosto de 2011) foi uma pesquisadora turca, naturalizada brasileira (1967), que atuou na área de Instrumentação e Controle de Processos em Engenharia Química. Ocupou os cargos de diretora da Escola de Química (EQ) da Universidade Federal do Rio de Janeiro (UFRJ), pró-reitora de graduação desta mesma instituição e membro do Instituto Brasileiro de Petróleo, Gás e Biocombustíveis (IBP).

## Vida acadêmica
Em 1966 Belkis Valdman graduo-se em Engenharia Química pela então Escola Nacional de Química da Universidade do Brasil, atual Escola de Química (EQ) da Universidade Federal do Rio de Janeiro (UFRJ), instituição na qual começou a lecionar em março do ano seguinte. Em 1968 tornou-se mestre em Engenharia Química pela UFRJ e em Chemical Engineering pela Universidade de Manchester no ano de 1969. Obteve o grau de doutora em Chemical Engineering pela Universidade de Manchester em 1976 e realizou pós-doutoramento na área de Bioprocessos na Universidade Autônoma de Barcelona em 1993.
Desde 1981 foi membro da Comissão de Instrumentação e Automação do Instituto Brasileiro de Petróleo e a partir de 1990 obteve o nível de Pesquisador IB do Conselho Nacional de Desenvolvimento Científico e Tecnológico (CNPq). Em 1985 e em 1991 Belkis recebeu o Prêmio Bristol de Instrumentação do Instituto Brasileiro de Petróleo, Gás e Biocombustíveis (IBP). A Assembléia Legislativa do Estado do Rio de Janeiro (ALERJ) em 2007 homenageou Belkis pelos seus serviços prestados ao estado do Rio de Janeiro e ao país. Veio a falecer em 1 de agosto de 2011 no Hospital São Lucas do Rio de Janeiro.

### Atuação na UFRJ
Docente da UFRJ desde 1968, Belkis tornou-se professora titular em 1992, tendo assumido durante toda sua vida acadêmica inúmeros cargos de destaque no âmbito da universidade. Foi coordenadora da pós-graduação da EQ (1988-1990), chefe Departamento de Engenharia Química (1983-1989), diretora da EQ (2002-2006), membro do Conselho Universitário (2003-2011) e pró-reitora de graduação (2007-2011) na segunda gestão de Aloísio Teixeira. Sua gestão como pró-reitora foi caracterizada pela grande expansão na oferta de vagas para graduação, a docente foi defensora da introdução do Exame Nacional do Ensino Médio (Enem) como forma de seleção aos cursos de graduação, por permitir que qualquer candidato de todo o país e de qualquer classe social possa se tornar aluno da UFRJ.

## Linhas de pesquisa
Belkis atuou nas seguintes linhas de pesquisa:
- Modelagem e simulação de processos e sistemas de controle;
- Sistemas digitais integrados de simulação, controle e otimização de processos;
- Desenvolvimento de Biossensores para monitoração e detecção de componentes;
- Desenvolvimento de sensores especiais para monitoração e controle de bioprocessos.

## Algumas publicações
- Valdman B. "Dinamica e Controle de Processos" (1998) 1ªEd., (1999) 2ª Ed., Editora TÓRCULO Art. Gráficas S. A., Santiago de Compostela, España.
- Bojorge N., Valdman B., Acevedo F., Gentina J.C. "A semi-structured model for the growth and B-galactosidase production by fed-batch fermentation of Kluyveromyces marxianus" (1999), Bioprocess Engineering,, 21, (4), 313-318.
- Salgado A M, Folly ROM, Valdman B., Valero F. "Desenvolvimento de um Biosensor Enzimático para Monitoração de Sacarose" (1999), Memórias del II Curso Int. Biotecnologia Industrial, Univ. Autonoma Metropo;itana - UAM, México, v. I, 1-4.
- Salgado A.M., Folly R.OM., Valdman B. "Biomass monitoring by use of a continuous on-line optical sensor" (2001) Sensors & Actuators B: Chemical, V.75/1-2, 24-28.
- Valdman, B. "Dinâmica e Controle de Processos" 2a. ed. 1999, 3a.Ed. 2000, Santiago de Compostela: Editora Tórculo Art. Gráficas Ltda., v.1. p.225.
- Salgado A M., Folly R.O M., Valdman B., Cos D., Valero F. "Colorimetric method for the determination of ethanol by Flow Injection Analysis" (2000), Biotechnology Techniques, 22, (4), 327-330.
- Salgado A M., Folly R. O M. , Valdman B., Valero F. "Desenvolvimento de um Biosensor Enzimático para Monitoração de Sacarose" (2000) Anais II Simp. Nac. Instrumentação Agropecuária, Ed. Embrapa, São Carlos, BR, v.I, 81-85.